# Приморский (мемориальный комплекс)
Приморский мемориальный комплекс (Приморский мемориал) — комплекс мемориальных сооружений «Зелёного пояса Славы», расположенный в Петергофе вблизи Петродворцового часового завода и Английского парка — на развилке дорог на Ломоносов и Гостилицы (Через Старый Петергоф).

## Строительство
Комплекс сооружён на месте погибшей в годы Великой Отечественной войны части города. «До 1941 года здесь находилось более десятка улиц Петергофа, на которых стояли дома нескольких поколений его строителей» — гласит надпись на памятном камне на месте утраченной Большой слободы.
Комплекс открывался постепенно, в 1961 году на приморской границе Ораниенбаумского плацдарма был установлен гранитный обелиск с барельефами защитников (архитекторы Т. Н. Воронихина, М. К. Меликова, В. Н. Щербин и др.). В 1964—1971 годах сформировался ансамбль Братского мемориального кладбища советских воинов, павших в боях, и сапёров, погибших при разминировании Петродворца (Петергофа) после его освобождения (архитектор О. И. Соколова). В 1967 году на другой стороне шоссе на Ораниенбаум высажено 350 туй, подобно морякам-балтийцам, цепями ходившим здесь в штыковую атаку.

## Современное состояние
Мемориальный комплекс является объектом постоянного внимания со стороны жителей и властей Петродворцового района и его окрестностей. У мемориала традиционно проходят праздничные мероприятия в честь Дня Победы и Дня полного снятия Блокады, здесь стартуют марши ветеранов и велопробеги, сюда по традиции приезжают возложить цветы молодожёны. В 2014 году неоднократно подвергался несанкционированным «реставрациям».

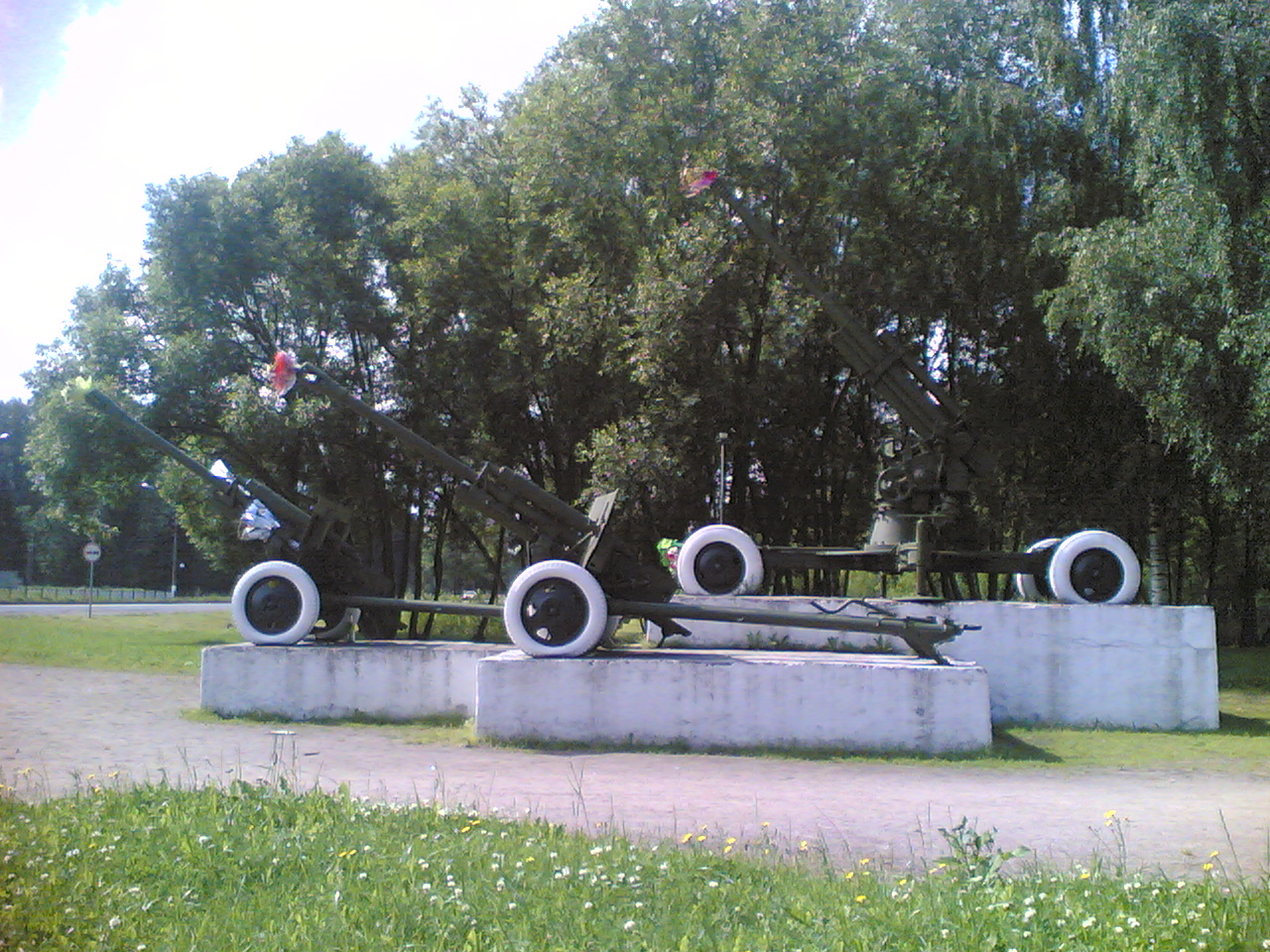
Зенитные орудия.
Памятник минёрам.
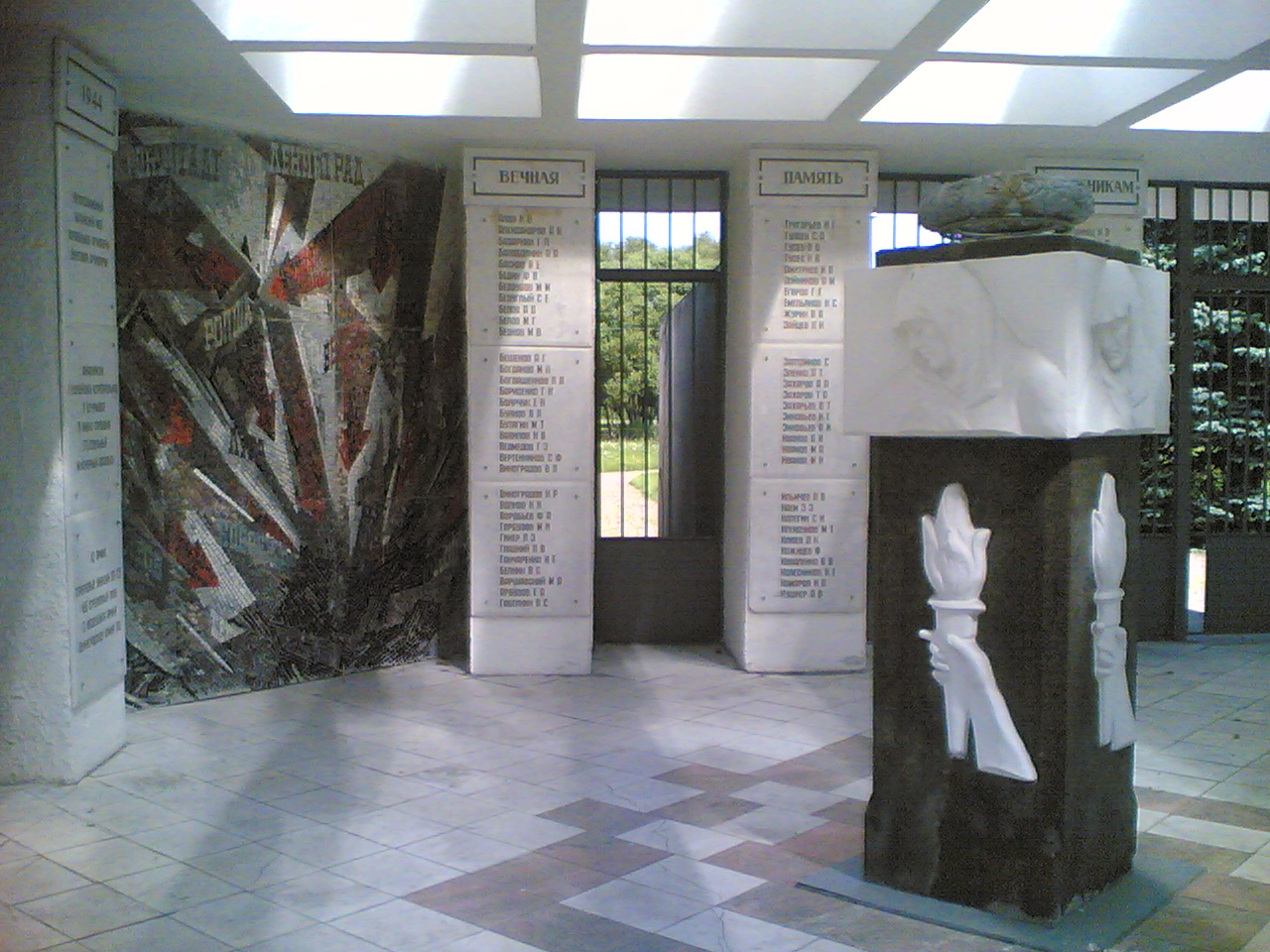
Интерьер музея мемориального комплекса.
Мозаика в музее.
Обелиск с барельефами защитников.
Стела, установленная с северной стороны дороги на Ломоносов.